# قسمت (فیلم ۲۰۱۸)
قسمت (به هندی: Qismat) یا سرنوشت فیلمی است محصول سال ۲۰۱۸ و به کارگردانی جاگدیپ سیدو است. در این فیلم بازیگرانی همچون امی ویرک، سارگون محتا، گاگو گیل، ساتوانت کائور، تانیا، هاردیپ گیل و هاربی سانگا ایفای نقش کرده‌اند.